# Reussia granulosa
Reussia granulosa är en mossdjursart som först beskrevs av Canu och Bassler 1925.  Reussia granulosa ingår i släktet Reussia och familjen Bryocryptellidae. Inga underarter finns listade i Catalogue of Life.